# Hong Kong Velodrome
Das Hong Kong Velodrome (chinesisch 香港單車館 / 香港单车馆, Pinyin Xiānggǎng Dānchēguǎn, Jyutping Hoeng1gong2 Daan1ce1gun2) ist eine multifunktionale Sportstätte mit Radrennbahn in Hongkong. Es liegt im Sai Kung District in Tseung Kwan O in direkter Nachbarschaft zum Tseung Kwan O Sports Ground, Austragungsort der Ostasienspiele 2009.
Der Bau des Velodroms begann offiziell am 5. November 2012, am 30. Dezember 2013 war die Eröffnung. Es befindet sich in einer 5,3 Hektar große Parkanlage, dem Hong Kong Velodrome Park (香港單車館公園 / 香港单车馆公园). Die Form seines Daches ist dem Helm eines Radsportlers nachempfunden. Die Bahn verfügt über eine Länge von 250 Metern bzw. eine Breite von 7 Metern und besteht aus Sibirischer Fichte. Sie entspricht den Standards des Weltradsportverbandes UCI. Somit können auf ihr offizielle internationale Wettbewerbe ausgetragen werden. Es bietet Sitzplätze für maximal 3000 Zuschauer.
Der Innenraum der Radrennbahn kann auch für andere Sportarten wie Badminton, Basketball, Volleyball oder Tennis genutzt werden. Zudem gibt es Fitness- und Tanzräume sowie ein Spielraum für Kinder. In dem das Velodrom umgebende Park gibt es weitere Einrichtungen wie einen Skatepark, eine Kletterwand, künstliche Teiche und mehrere Kinderspielplätze.
2015 vergab die UCI die Austragung des dritten Laufs des Bahnrad-Weltcups 2015/16 an die Hong Kong Cycling Association. Die Wettbewerbe sind für den 16. und 17. Januar 2016 im Hong Kong Velodrome geplant.
Neben dieser geschlossenen Radrennbahn existiert in Hongkong eine weitere Radrennbahn, die offene Radrennbahnanlage mit Betonbelag in Sha Tin District. Diese in Sha Tin gelegene Sportstätte wurde bereits 2010 fertig gestellt und gehört zum Hong Kong Sports Institute. Ein Grund für den Bau der zweiten Radrennbahn in Hongkong waren die Medaillenerfolge von Bahnradsportlern aus Hongkong, wie beispielsweise Lee Wai-sze (Weltmeisterin) im 500-Meter-Zeitfahren, Kwok Ho Tings (Weltmeister) und Wong Kam Pos (Weltmeister) Erfolge im Scratch, auf denen aufgebaut werden soll.

## Bilder

Hong Kong Velodrome Innen
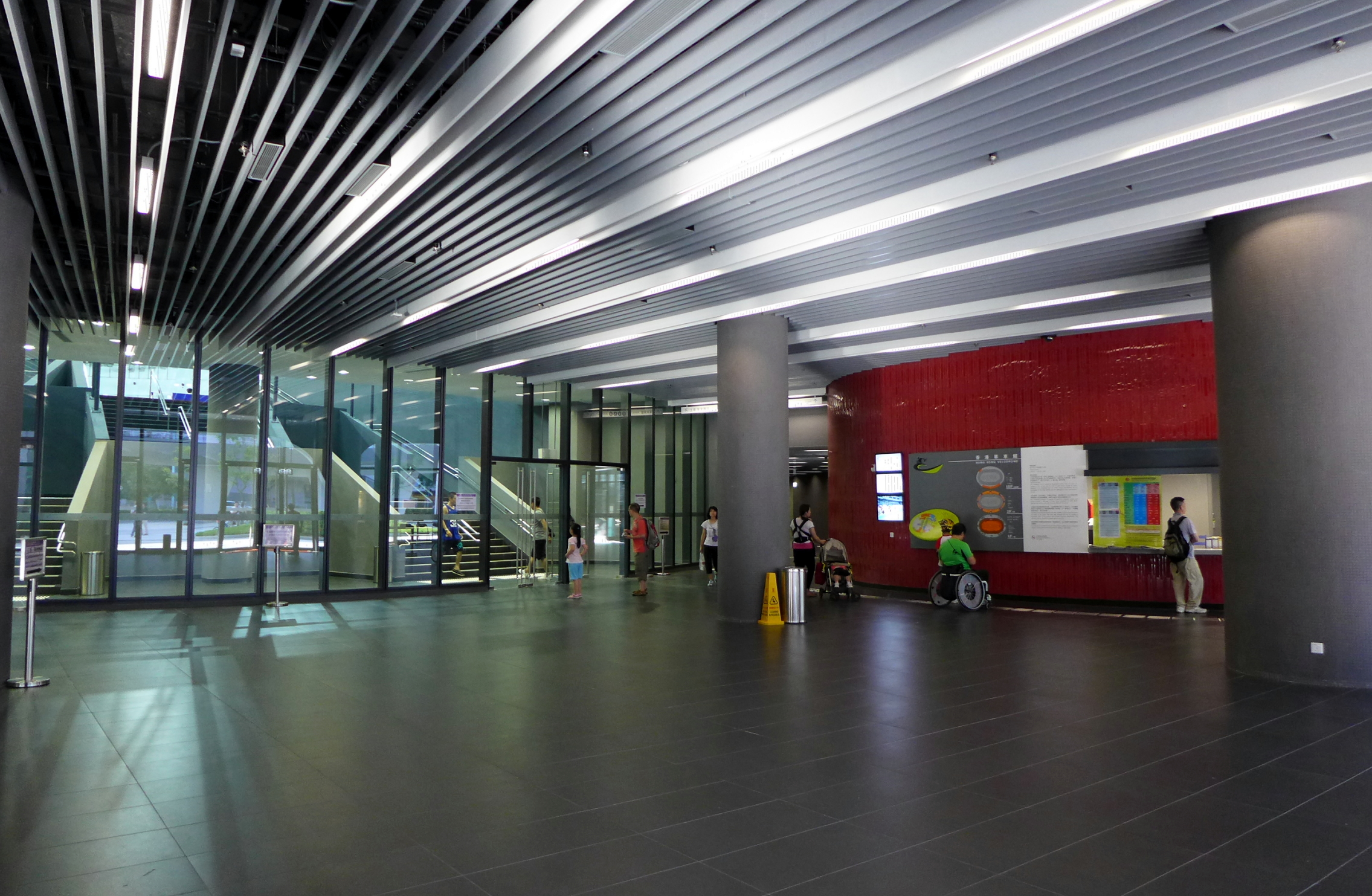
Eingangslobby, 2014
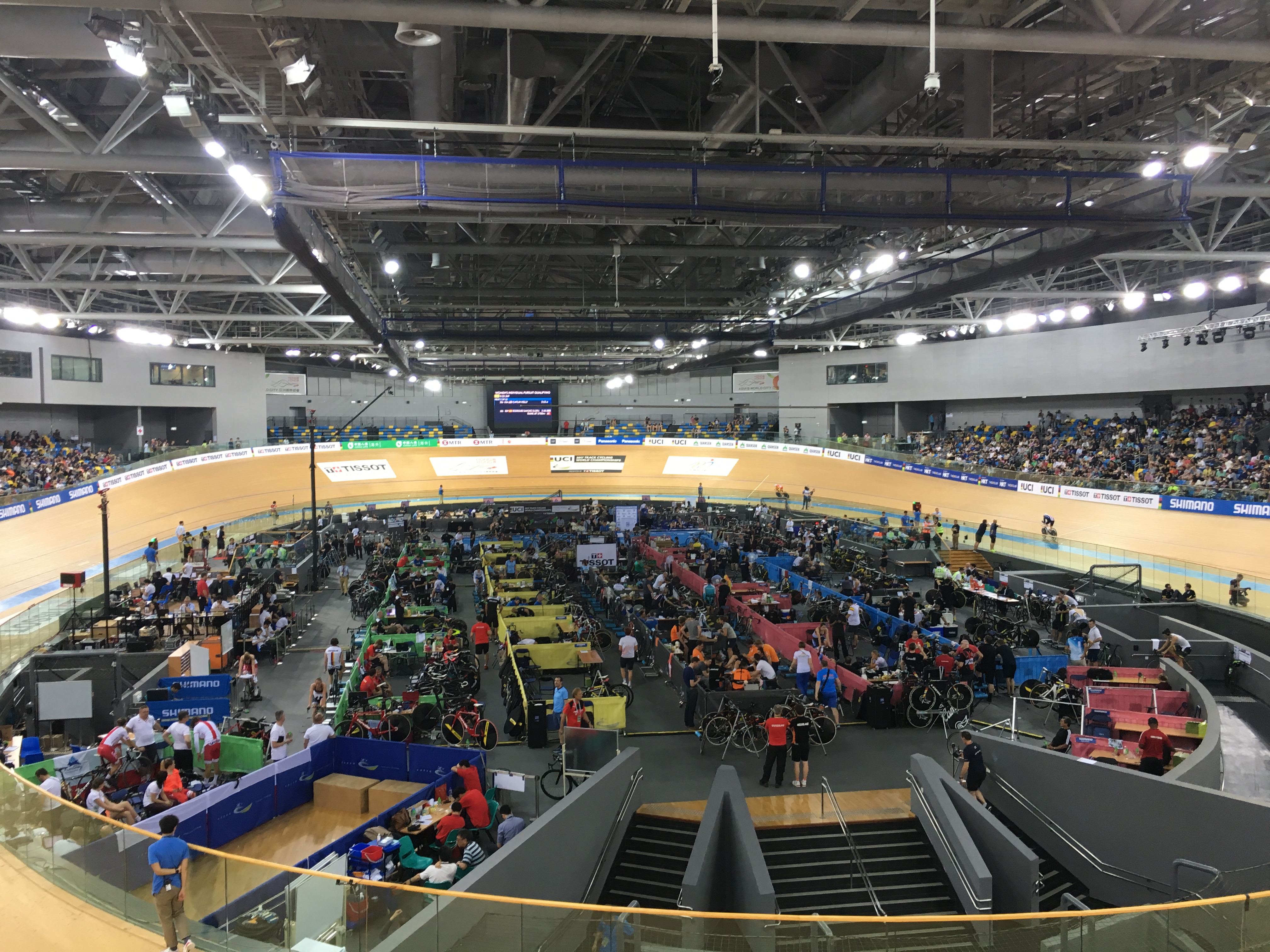
UCI-Wettbewerb, 2017
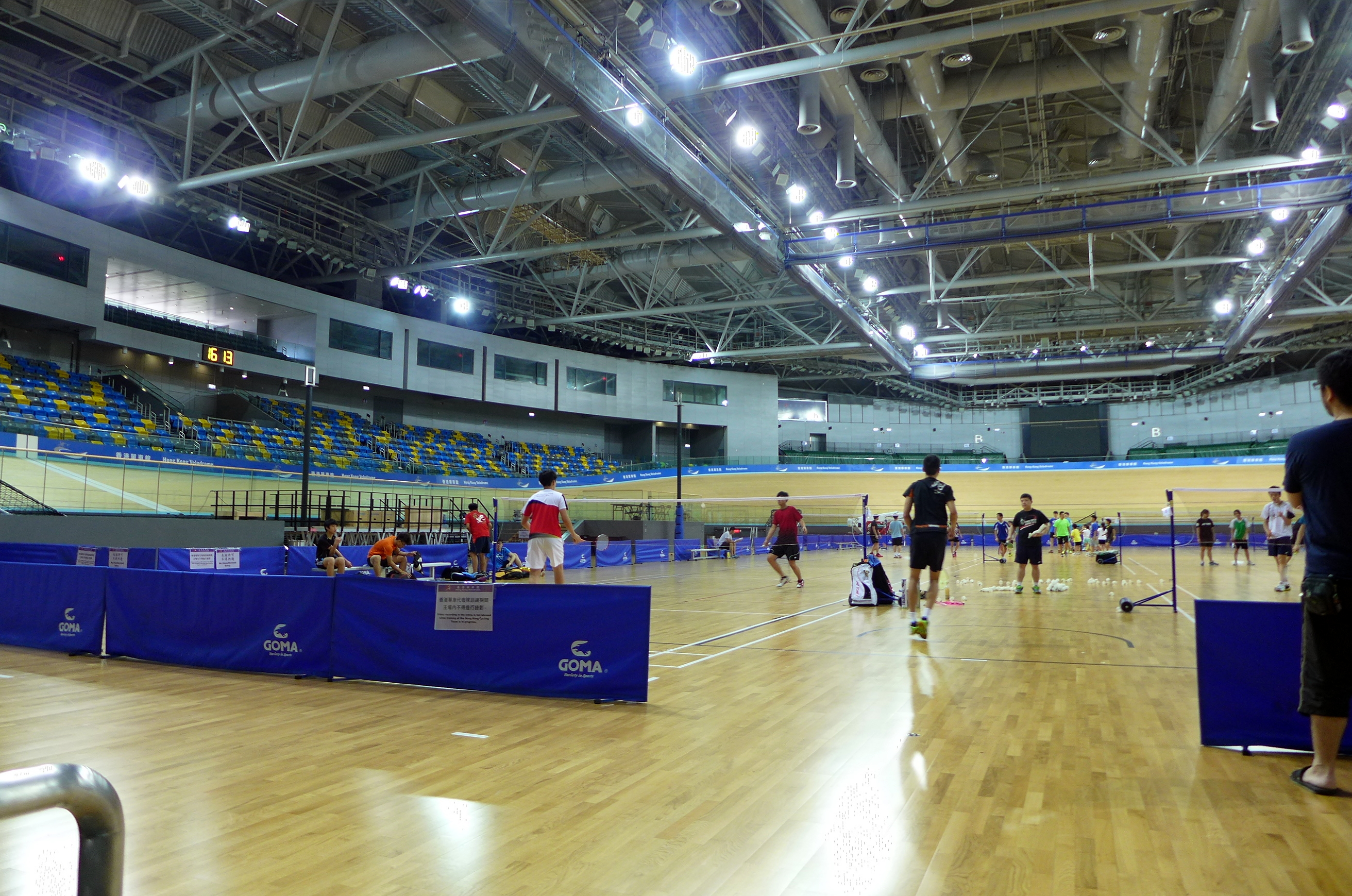
Badmindtonnutzung, 2014

Hong Kong Velodrome Außen
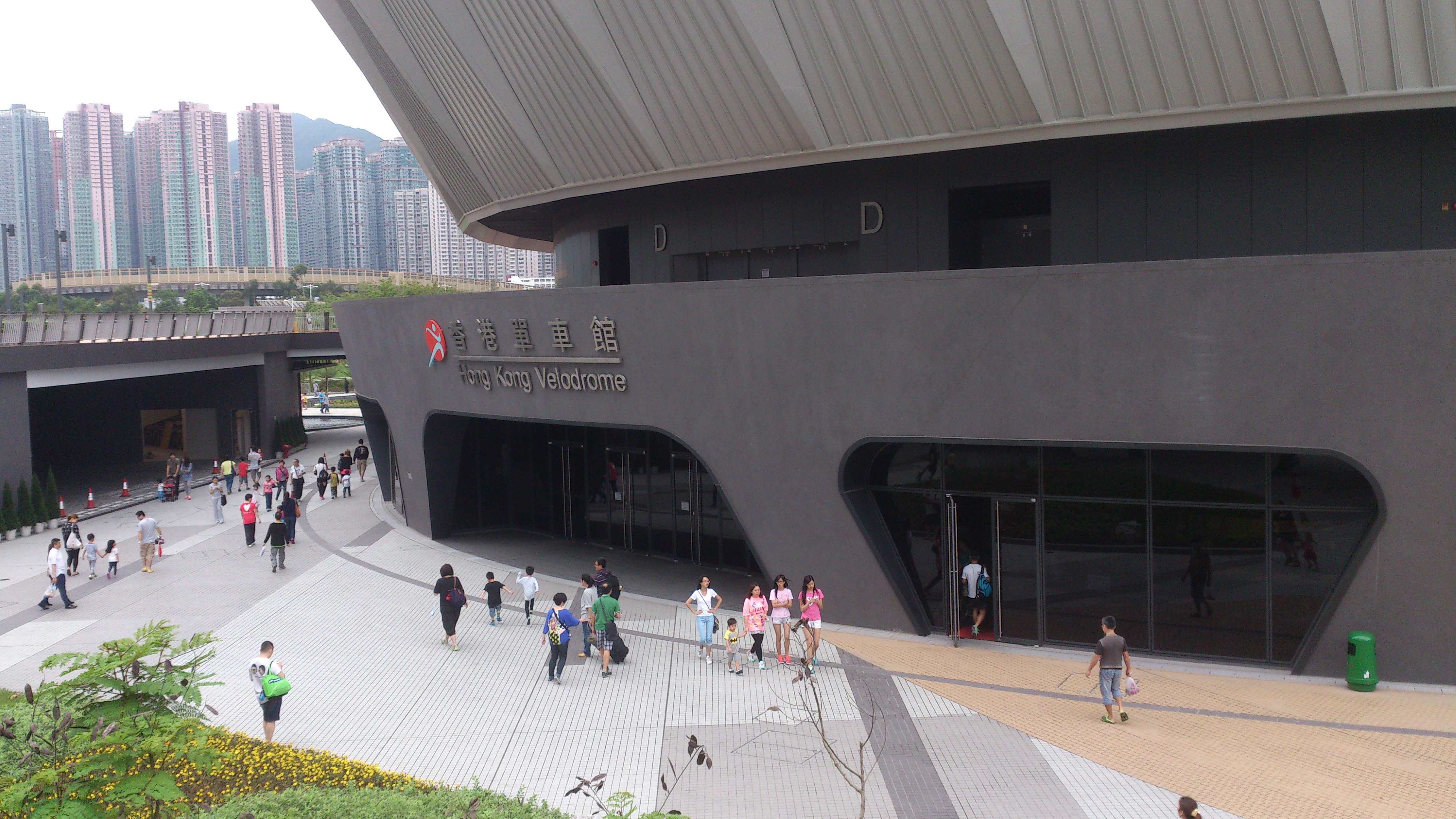
Eingangsbereich Außen, 2014
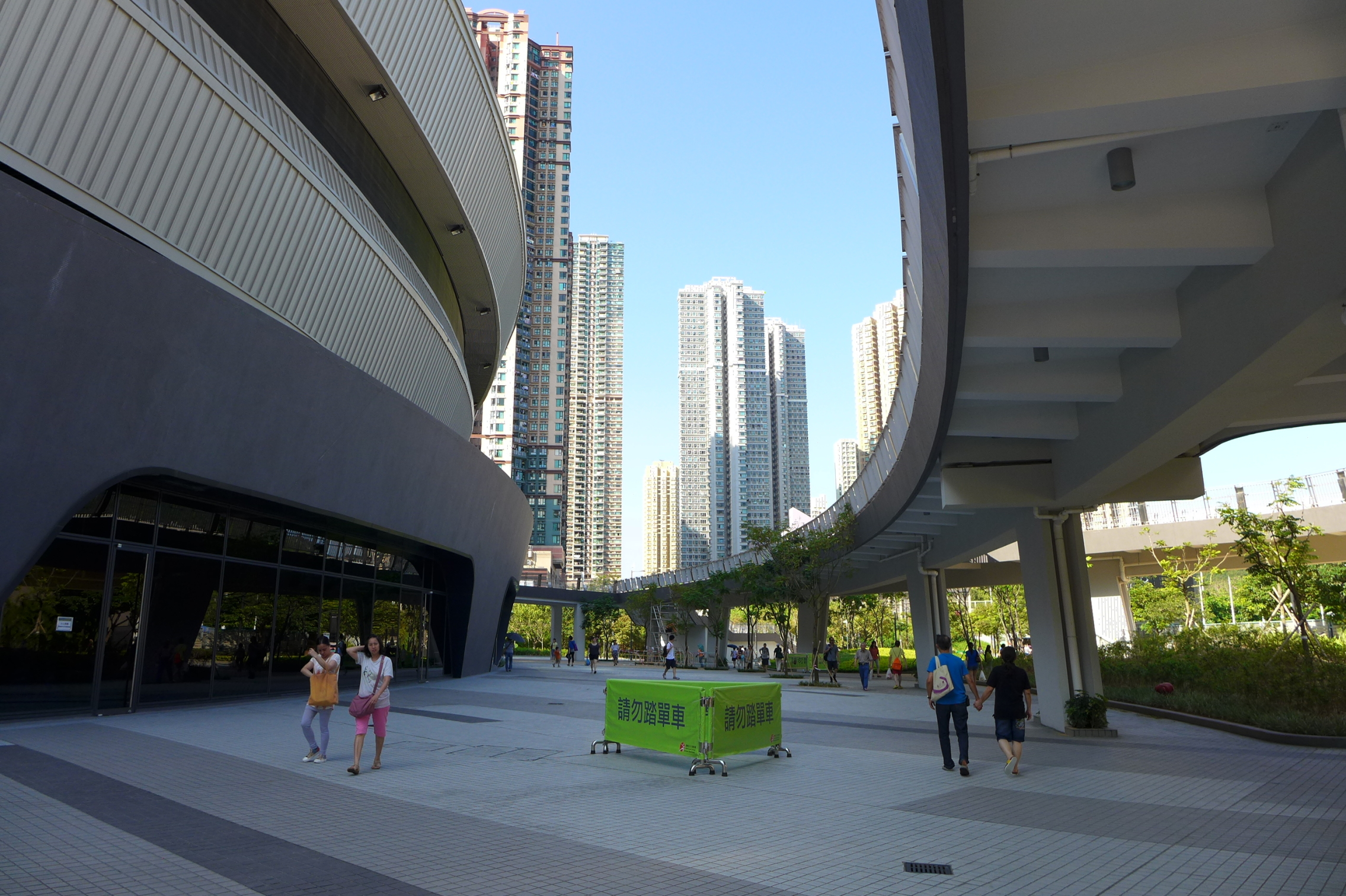
Überdachter Fußweg, 2014
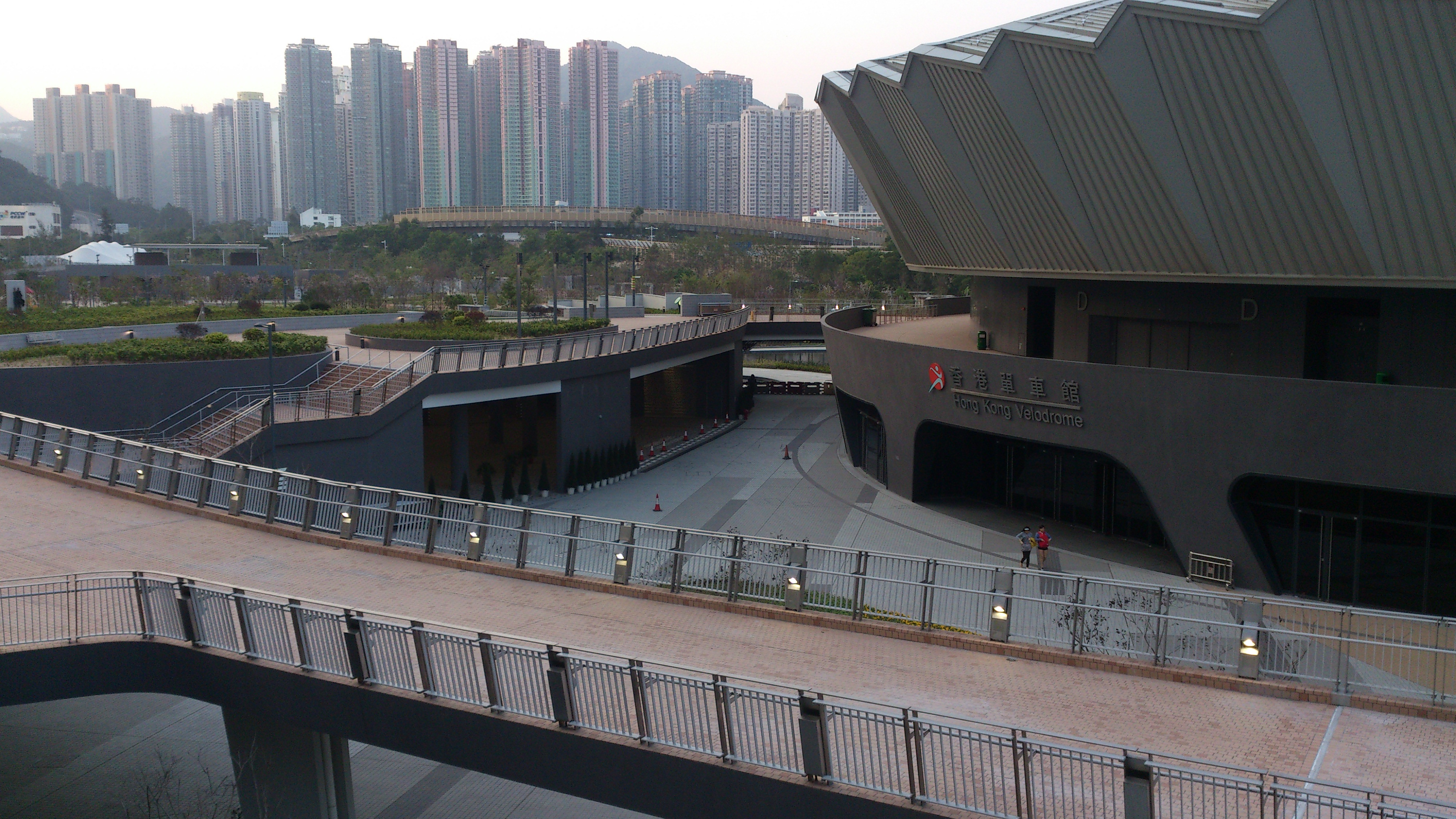
Fußgängerbrücke, 2014